# Atopophysa
Atopophysa là một chi bướm đêm thuộc họ Geometridae.

## Các loài
- Atopophysa indistincta (Butler, 1889)